# Кировский (Аргаяшский район)
Кировский — посёлок в Аргаяшском районе Челябинской области. Входит в состав Акбашевского сельского поселения.

## География
Расположен в юго-восточной части района. Расстояние до районного центра, села Аргаяш, 26 км.

## История
Посёлок основан в 1930-х гг. при Кировском отделении зерносовхоза «Аргаяшский» (Камышевский сельсовет Соснов. р-на). Официально зарегистрирован и назван в 1963.

## Население
| 2002 | 2010 |
| ---- | ---- |
| 270  | ↗294 |

(в 1970—301, в 1983—201, в 1995—300)

## Инфраструктура
- ФАП
- Школа
- Библиотека
- ЗАО «Акбашевский»